# Parcella
Genre
Parcella est un genre d'insectes lépidoptères de la famille des Riodinidae qui ne comprend qu'une seule espèce Parcella amarynthina.

## Dénomination
Le nom Parcella leur a été donné par Hans Ferdinand Emil Julius Stichel en 1910.

## Espèce
Parcella amarynthina (C. & R. Felder, [1865]); présent au Costa Rica à Panama, au Brésil et en Argentine.

### Source
- Parcella sur funet